# Paedocypris progenetica
Paedocypris progenetica (лат.) — тропическая рыба семейства карповых, эндемик Индонезии. Описана в 2006 году. При длине тела взрослых самок от 7,9 мм является одной из самых мелких рыб в мире.

## Внешний вид
Paedocypris progenetica — очень маленькие рыбы, максимальная длина тела у самцов 9,8 мм, у самок — 10,3 мм. Минимальная длина тела половозрелой самки — 7,9 мм, что делает этот вид одним из основных претендентов на звание самой маленькой рыбы мира. Другие два претендента — панамская фотокорина, длина тела взрослых самцов которой может составлять 6,2 мм (самки, на которых паразитируют самцы, намного крупнее, длина их тела составляет около 4,5 см); и Schindleria brevipinguis, обитательница Большого Барьерного рифа, при чуть бо́льших, чем у P. progenetica, габаритах обладающая меньшим весом тела. В Книге рекордов Гиннесса 2010 года в споре за звание самой маленькой рыбы между P. progenetica и панамской фотокориной победитель не назван — оба вида упомянуты на равных.
Общая для обоих видов P. progenetica и P. micromegethes кератинизированная пластинка перед брюшным плавником самцов образует выпуклый узелок (у P. micromegethes плоская или лишь слегка выпуклая). За анальным плавником располагается складка личиночного плавника, у других представителей карпообразных сохранившаяся только на ранних стадиях развития. Хвостовой плавник с небольшим вырезом, 14 ветвистых лучей. В брюшных плавниках по 5 лучей (внешние сильно расширены и уплощены, поддерживая кератинизированную пластинку), в грудных плавниках по 8. Многочисленные чешуйки-бугорки на нижней челюсти выстроены в одну линию, не образуя скоплений (у P. micromegethes скопления до пяти бугорков). У самок брюшные плавники рудиментарные или отсутствуют совсем, зато наличествует складка перед анальным плавником, обычно не встречающаяся у костистых рыб. У самки длиной 9,1 мм яичники содержали четыре непрозрачных икринки диаметром до 0,3 мм и 53 прозрачных диаметром менее 0,15 мм.
Тело полупрозрачное, оранжевое, у самцов переливчатые оранжевые пятна между глаз и на макушке. На брюхе многочисленные мелкие хроматофоры, образующие плотную полосу, низ тела от горла до хвоста покрыт мелкими чёрными пятнами. Линия вдоль хребта также покрыта плотным слоем хроматофоров.

## Ареал и образ жизни
Пресноводная придонная рыба. Впервые обнаружена в торфяных болотах с очень кислой водой (pH до 3,0) на Суматре (Индонезия), в дальнейшем также найдена на индонезийском острове Бинтан. Как и второй вид рода Paedocypris — P. micromegethes, — населяет придонные, более холодные слои ручьёв с медленным течением или водоёмов со стоячей водой в районе торфяных болот в первобытных или вторичных лесах. Встречается только в затенённых водоёмах, ни разу не наблюдалась на открытом освещённом пространстве.